# Geoffrey de Liberatione
Geoffrey de Liberatione est un prélat écossais mort le 22 novembre 1249. Il est évêque de Dunkeld de 1236 à sa mort. En 1238, il est proposé pour devenir évêque de St Andrews, mais le pape Grégoire IX refuse sa candidature.